# Grigori Entelis
Grigori Entelis (în rusă Григорий Ентелис; n. 22 noiembrie 1930, Fălești, județul Bălți, România – d. 12 septembrie 2002, Moscova, Rusia) a fost un evreu basarabean, sociolog, doctor în filosofie și profesor sovietic moldovean și rus.
A fost unul dintre fondatorii școlii sociologice moldovenești, autor al monografiilor Копанка: 25 лет спустя („Copanca: 25 de ani mai târziu”, 1965), Преобразование социально-классовой структуры сельского населения: на материалах Молдавской ССР („Transformarea structurii de clasă socială a populației rurale a RSS Moldovenești”, 1974), XXV съезд КПСС об основных направлениях социального развития советского общества („Congresul al XXV-lea al PCUS despre direcțiile fundamentale ale dezvoltării societății sovietice””, 1976), Агропромышленный комплекс: достижения и перспективы („Complexul agroindustrial: realizări și perspective”, 1982), Аграрная политика КПСС и социальная структура современного села („Politica agrară a PCUS și structura socială a modernului sat”, 1983), Агропромышленный комплекс: пути и перспективы развития („Complex agroindustrial: căi și perspective de dezvoltare”, 1986), Молодёжь как социально-демографическая группа („Tineretul ca grup social-demografic”, postum, 2003). 

## Biografie
S-a născut în târgul Fălești (acum oraș și centru raional din raionul Fălești, Republica Moldova) din județul Bălți, Basarabia, (România interbelică), în familia lui Șloime și Sarah Entelis (tatăl deține un magazin alimentar); a crescut la Soroca. În 1953 a absolvit Institutul Pedagogic de Stat din Chișinău. A lucrat ca director al unei școli din satul Popeștii de Sus. În 1959, a devenit redactor executiv al editurii științifice moldovenești  de stat Штиинца („Știința”), cercetător-șef, apoi șef al unui departament al Institutului de filosofie al Academiei de Științe din RSS Moldovenească. A fost, de asemenea, șef al unui departament al Institutului de istorie a partidului în cadrul Comitetului central al Partidului Comunist din Moldova.
În ultimii ani (1997-2002), a lucrat la Centrul de cercetare al Institutului Tineretului din Moscova și facultățile de conflictologie și sociologie ale aceluiași institut.